# Podturn pri Dolenjskih Toplicah
Podturn pri Dolenjskih Toplicah je naselje v Občini Dolenjske Toplice. Ime naselja izhaja iz prvotnega stolpa (turn) in kasneje predelanega v grad Rožek (Roseckh), ki je prvič omenjen l.1249 kot Reizekke. Leta 1515 so ga požgali kmetje v kmečkem uporu. Dokončno je razpadel v 19. stoletju.